# 黄腹啸鹟
黄腹啸鹟（学名：Pachycephala philippinensis），是啸鹟科啸鹟属的一种，为菲律宾的特有种。该物种的保护状况被评为无危。
黄腹啸鹟的平均体重约为22.3克。栖息地包括亚热带或热带的湿润低地林和亚热带或热带的湿润山地林。